# Мълчанието на агнетата
 Тази статия е за романа.  За филмовата адаптация от 1991 г. вижте Мълчанието на агнетата (филм).  
Мълчанието на агнетата (на английски: The Silence of the Lambs) е роман на Томас Харис от 1988 г., продължение на романа от 1981 г. Червения дракон.

## Сюжет
Внимание:  Текстът по-долу разкрива сюжета на произведението (или части от него)!
Действието на романа се развива около разследването на действащ сериен убиец, известен като „Бъфало Бил“. За целта от ФБР се принуждават да потърсят помощ от доктор Ханибал Лектър – изключително способен психиатър, излежаващ присъда за серия брутални убийства, съпътствани с канибализъм. Разследването се води от Джак Крофорд, началник на отдела по поведенческа психология, известен с успешната си работа по предишни случаи с масови убийци. Крофорд действа заедно с Кларис Старлинг, стажант на ФБР. С развитието на случая Кларис се бори и с кошмарите от миналото си (от кошмарите ѝ идва и заглавието на романа)...

## Награди и номинации
- 1988 – Награда Брам Стокър за най-добър роман.[1]
- 1989 – Награда Антъни за най-добър роман.[2]
- 1989 – номинация за Световна награда за фентъзи за най-добър роман.[3]

## Филмова адаптация
След излизането през 1986 г. на филма „Преследвачът“ (Manhunter), базиран на първия роман от серията за Ханибал Лектър – Червения дракон, през 1991 г. по кината е пуснат филма „Мълчанието на агнетата“. Адептирания сценарий е дело на Тед Тали, а режисурата на Джонатан Деми. Филмът печели 5 от 7-те си номинации за Оскар и е считан за един от най-добрите филми на всички времена.

## Издания на български език
- 2001 – Издател: „Колибри“ ISBN 954-529-135-4